# Chiesa del Carmine (Lamezia Terme)
La chiesa del Carmine ('gghiasa du Carminu in dialetto calabrese) è un edificio religioso situato a Lamezia Terme, nell'ex comune di Sambiase. 

## Storia
Il convento dei Carmelitani dell'ex comune di Sambiase venne costruito nel 20 febbraio 1556 per ordine di mons. Antonio Facchinetti. Nel corso dell'VIII secolo il convento crebbe di importanza e fu, per ben due volte, sede del Capitolo provinciale dei carmelitani.
Durante il provincialato di P.E. Jannazzo vennero effettuati lavori di restaurazione del convento e della chiesa del Carmine. Precedentemente, la zona della chiesa era stata occupata da altri siti di spiritualità, tra cui l'eremo di Sant'Elia, l'oratorio di San Giovanni e una costruzione dove i padri benedettini dell'abazia di Sant'Eufemia mandavano i frati con precarie condizioni di salute (l'ospedale).
Nel luglio del 1809, tramite una legge, il convento fu soppresso da Gioacchino Murat, mentre tutti i beni furono o incamerati o venduti ai francesi.
Nel 1924 il monsignor Giambro, dopo aver ottenuto dal Comune la piena giurisdizione sulla chiesa del Carmine, la elevò a parrocchia con il titolo di S. Maria del Monte Carmelo.

Nel 1925 il vescovo nominò primo parroco della parrocchia don Alfonso Genovese, il quale costruì un asilo, gestito dalle suore del Cottolengo, chiusa nel luglio 2013.
Nel 1936 la facciata della chiesa venne ristrutturata in stile romano e il prospetto venne cambiato.
Dal 1961 è presente nella parrocchia il gruppo scout Lamezia Terme 2, che prima dell'unione dei comuni di Sambiase, Sant'Eufemia Lamezia e Nicastro nell'odierna città di Lamezia Terme, avvenuta nel 1968 per opera del senatore Arturo Perugini, si chiamava Sambiase 1.
Il 16 luglio di ogni anno si tengono i festeggiamenti per la festività della Madonna del Monte Carmelo, durante la quale la statua della Madonna del Carmine viene portata in processione nelle principali vie dell'ex comune di Sambiase, ora Lamezia Terme. Da qualche anno i festeggiamenti sono accompagnati dai giochi popolari.

## Santa Teresa a Piano Luppino
La chiesa di Santa Teresa del Bambino Gesù nella frazione Piano Luppino fu costruita e consacrata nel 2004 per volere di don Pasquale Luzzo. La chiesa fa parte della parrocchia del Carmine.
La chiesa è in stile moderno. Sull'altare maggiore è situata una bellissima scultura del "Crocifisso in gloria" e accanto all'altare si trova la statua di Santa Teresa e la copia dell'icona della Madonna del Carmine, la cui originale è conservata in parrocchia sulla nicchia della statua.
La festa della Santa si celebra il 1 ottobre, dopo un solenne triduo molto sentito e partecipato dagli abitanti del paese.. Il 1 ottobre, dopo la messa, si dà inizio alla processione che si snoda per tutto il paese e le piccole contrade vicine. La festa termina con uno spettacolo pirotecnico e musicale.

## Opere d'arte e statue
Nella chiesa sono presenti varie opere d'arte e statue antiche. Fra queste ricordiamo:
- Vinea Carmeli, Francesco Colelli (XVIII secolo, dipinto su muro);
- Adorazione dei Magi, F. Colelli (XVIII secolo, dipinto su muro);
- Natività (XVIII secolo, dipinto su muro);
- Visione di Sant'Elia, F. Colelli (XVIII secolo, dipinto su muro);
- Sant'Andrea Corsini, F. Colelli (XVIII secolo, dipinto su muro);
- San Dionisio, F. Colelli (XVIII secolo, dipinto su muro);
- San Cirillo, F. Colelli (XVIII secolo, dipinto su muro);
- San Telesforo, F. Colelli (XVIII secolo, dipinto su muro);
- San Giuseppe Cottolengo, S. Leonardi (XX secolo, dipinto su tela);
- San Raffaele Arcangelo, dipinto su tela;
- Re David che suona l'arpa, G. Pinna, dipinto su muro;
- Santa Cecilia che suona l'organo, G. Pinna, dipinto su muro;
- Battesimo di Gesù nel Giordano, G. Pinna, dipinto su muro;
- Madonna Odigitria o della Consolazione (1800), olio su tela;
- Madonna del Carmine Miracolosa (XVIII), olio su tela;
- Organo, (XVIII secol), legno intagliato e dipinto;
- Trasfigurazione di Gesù, F. Colelli (XVIII secolo, dipinto su muro);
- San Michele Arcangelo, F. Pallone (XVIII secolo, dipinto su muro);
- Madonna delle Grazie, F. Pallone (XVIII secolo, dipinto su muro);
- Porticina di Tabernacolo, allievo di F. Colelli (XVIII secolo, dipinto su legno);
- Angeli con lo scapolare, G. Pinna (XVIII secolo, dipinto su muro);
- Statua della Madonna del Carmine;
- Statua di San Biagio;
- Statua di Sant'Antonio di Padova;
- Statua del Sacro Cuore di Gesù;
- Statua della Purificazione di Maria o Madonna della Candelora;
- Statua di Santa Teresa d'Avila;
- Statua di San Giuseppe.